# Пакшеньгское сельское поселение
Пакшеньгское сельское поселение или муниципа́льное образова́ние «Па́кшеньгское» — муниципальное образование со статусом сельского поселения в Вельском муниципальном районе Архангельской области.
Соответствует административно-территориальной единице в Вельском районе — Пакшеньгский сельсовет.
Административный центр — деревня Ефремковская.

## География
Пакшеньгское сельское поселение располагается в центре Вельского района Архангельской области, в 32 км от Вельска. Местность представляет собой слабовсхолмленную моренную равнину. Уклоны поверхности преимущественно составляют 1-3 %, достигая 10-20 % и более лишь на отдельных участках склонов речных долин и холмов. Основной рельеф – пологие возвышенности и долины малых рек и ручьёв. По территории муниципального образования протекают реки — Большая Чурга, Пакшеньга. Крупных озёр не имеется.
Территория муниципального образования граничит:
- на севере с муниципальным образованием «Пуйское» и с муниципальным образованием «Липовское»
- на востоке с муниципальным образованием «Судромское»
- на западе с муниципальным образованием «Хозьминское»
- на юге с муниципальным образованием «Муравьёвское» и с муниципальным образованием «Шадреньгское»[6]

### Климат
Климат характеризуется как умеренно континентальный, с прохладным и дождливым летом. Средняя температура воздуха самого холодного месяца (января) составляет −12,7 °C; самого тёплого месяца (июля) — 18 °C. Среднегодовое количество атмосферных осадков составляет 763,7 мм. Среднее число дней с осадками – 210. Средняя высота снежного покрова – 65см..
Часовой пояс
Муниципальное образование «Пакшеньгское», как и вся Архангельская область, находится в часовой зоне МСК (московское время). Смещение применяемого времени относительно UTC составляет +3:00.

## История
Согласно местным легендам, записанным краеведом А.С. Кузьминым, основание пакшенгских деревень связано с крестьянином Окулой, который с сыновьями Артёмом, Ефремом, Иваном и Степаном, некогда жил на реке Вага, около деревни Игнатовки. Все они ушли от царской службы вверх по Чурге, потом вверх по Пакшеньге. Обнаружив в верховьях реки пригодные для земледелия почвы, они стали обживать эти земли и основали первое поселение (Окулковская). Когда сыновья выросли, то отделились от отца и образовали свои починки, ставшие позже деревнями, которые сейчас носили их имена: Степанковская, Ефремковская, Артемковская и Иванковская. А.С. Кузьмин считал, что основание первых поселений могло произойти примерно в 1682 году.
В годы правления Петра I все обозначенные деревни входили в состав Пакшенгской десятины Вельского стана Верховажской четверти Важского уезда. Основную массу населения десятины составляли удельные крестьяне. После разделения Важского уезда в результате губернской реформы Екатерины II Пакшенгская десятина вошла в состав Усть-Вельского удельного приказа Вельского уезда Вологодской губернии. После крестьянской реформы 1861 г. на базе Пакшенгской десятины было образовано Пакшенгское сельское общество, которое входило в состав Усть-Вельской волости Вельского уезда.
14 января 1929 года было принято решение об упразднении Вологодской губернии. 15 мая 1929 года был расформирован Вельский уезд, а деревни Пакшенгского сельского общества вошли в состав новообразованного Вельского района. 15 июля 1929 года территория Вельского района вошла в состав Няндомского округа Северного края (до июля 1930 года, когда было отменено деление на округа). 29 июля 1929 года на базе сельского общества был создан Пакшеньгский сельсовет. После расформирования Северного края территория Пакшенгского сельсовета вместе со всем Вельским районом сперва вошла в состав Северной области (5 декабря 1936 года), а затем — Архангельской области (23 сентября 1937 года).
В результате муниципальной реформы в 2006 году Пакшенгский сельсовет был преобразован в сельское поселение (муниципальное образование "Пакшенгское").

## Население
| 2005 | 2010 | 2011 | 2012 | 2013 | 2014 | 2015 | 2016 | 2017 |
| ---- | ---- | ---- | ---- | ---- | ---- | ---- | ---- | ---- |
| 616  | ↘460 | ↘459 | ↘444 | ↘441 | ↗442 | ↘424 | ↘402 | ↘376 |
| 2018 | 2019 | 2020 | 2021 | 2023 |      |      |      |      |
| ↘371 | ↘361 | ↘341 | ↘312 | ↘289 |      |      |      |      |

Женское население преобладает над мужским в соотношении, приблизительно, 51 % к 49 %.
По национальному составу населения большая часть приходится на долю русских — около 95 %).

## Состав сельского поселения
| № | Населённый пункт  | Тип населённого пункта          | Население |
| - | ----------------- | ------------------------------- | --------- |
| 1 | Артемковская      | деревня                         | ↗57       |
| 2 | Ефремковская      | деревня, административный центр | ↗281      |
| 3 | Кулаково-Подгорье | деревня                         | ↗64       |
| 4 | Окуловская        | деревня                         | ↗5        |
| 5 | Петрегино         | деревня                         | ↗10       |
| 6 | Степанковская     | деревня                         | ↗81       |
| 7 | Шокша             | посёлок                         | ↗102      |

## Экономика
Главной отраслью экономики является лесная, представленная лесозаготавительными и лесопильными предприятиями. Сельское хозяйство представлено деятельностью крестьянского (фермерского) хозяйства и личных подсобных хозяйств.

## Инфраструктура
Площадь муниципального жилого фонда составляет 13,3 тысячи квадратных метров.
Жилищная обеспеченность составляет 22,16 кв. м/чел.
Уровень обеспеченности жилищного фонда инженерной инфраструктурой невысокий: централизованное водоснабжение и канализация частично имеется в деревне Ефремковская. Все деревни подключены к сетям централизованного электроснабжения.
В поселении есть кафе, пекарня, четыре магазина, краеведческий музей, дом культуры, девятилетняя школа на 100 мест, детсад на 40 мест, реабилитационный центр для несовершеннолетних на 15 мест. Населённые пункты муниципального образования расположены по дороге с гравийным покрытием соединяющей посёлок Шокша с федеральной автотрассой М8 «Холмогоры» («Москва—Вологда—Архангельск»). Протяженность автомобильных дорог по территории сельского поселения составляет 21,3 километра.